# Ааправасі-Ґхат
Ааправасі-Ґхат — комплекс будівель, розташований в Порт-Луї, столиці Маврикія, який став першим в британських колоніях пунктом прийому трудових мігрантів з Британської Індії. З 1849 по 1923 рік близько півмільйона індійських найманих працівників пройшли через Ааправасі-Ґхат, з якого потім вирушили працювати на плантації по всій Британській імперії. Великомасштабна міграція робітників з Індії, яка в підсумку призвела до появи індійської діаспори, залишила величезний слід в історії і культурі багатьох колишніх британських колоній, в яких індійці відтоді складають значну частину населення. Тільки на Маврикії приблизно 68 % сучасного населення має індійські корені. Аправасі-Ґхат став, таким чином, важливою відправною точкою у формуванні історико-культурної самобутності самого Маврикія.